# Domo do Tesouro

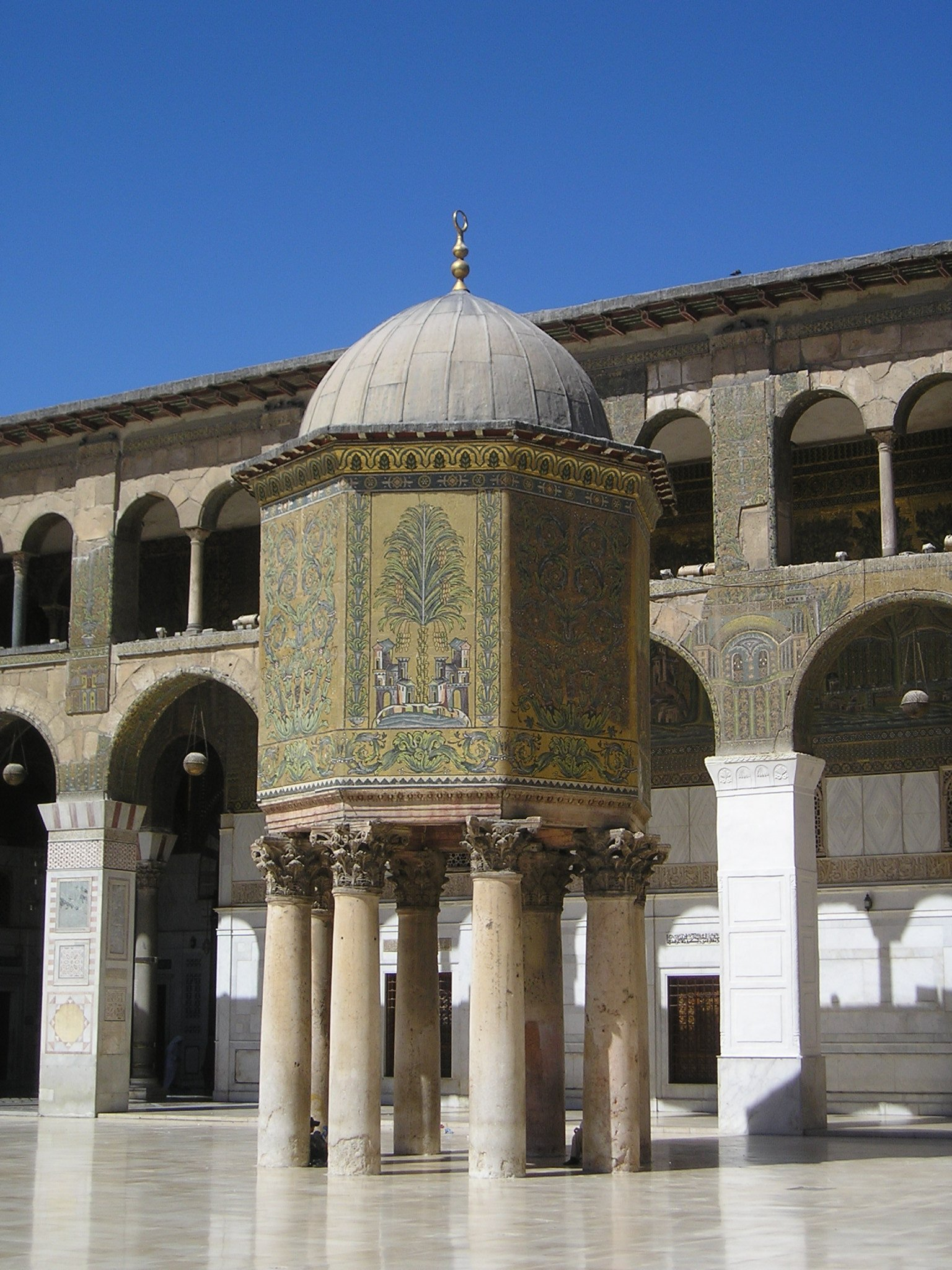
Domo do Tesouro

Domo do Tesouro (em árabe: قبة الخزنة; romaniz.: Qubbat al-Khazna) é uma antiga estrutura situada dentro do pátio da Mesquita Omíada em Damasco, Síria. É uma estrutura octogonal decorada com mosaicos que está sobre oito colunas romanas. Foi certa vez completamente coberto com uma colorida decoração com mosaicos pelo qual a mesquita era famosa. O domo foi construído sob ordens do governador abássida de Damasco, Alfadle ibne Sale, em 789.
O domo foi utilizado para manter os enormes rendimentos da mesquita. Alguns antigos manuscritos gregos, siríacos, coptas, hebraicos, aramaicos e georgianos também foram abrigados no Domo do Tesouro (e.g. Uncial 0126, 0144, 0145). Os manuscritos geralmente foram mantidos fora de vista, mas quando o imperador alemão Guilherme II visitou Damasco em 1898, os estudiosos alemãs que o acompanharam receberam permissão de mexer neles como um favor especial, e por um tempo limitado apenas.